# Ipercalisse
Ipercalisse (titolo completo originale Didymi Clerici Prophetae minimi Hypercalypseos liber singularis) è un'opera in versetti latini di Ugo Foscolo. Egli ne iniziò la stesura in Milano nel 1810. La pubblicò dopo essere fuggito in Svizzera, in Zurigo (giugno 1816) con i librai Füssli, indicando un'altra località e un'altra data (Pisa, 1815). Didimo Chierico risulta autore e protagonista del libretto.
Dell'opera furono stampati 104 esemplari in due edizioni: 92 destinati alla vendita; 12 copie, ciascuna corredata di una Clavis esplicativa, riservate invece agli amici recanti la dedica all'amico inglese William Stuart Rose, ambasciatore inglese a Berna
Il frontespizio del libro originale reca un'incisione con il ritratto dell'autore. Da pagina 3 comincia il testo, una satira allegorica latina articolata su trecentotrentatré versetti in stile biblico ispirati all'Apocalisse di Giovanni. Termina a pagina 48. Segue il testo «Notizia intorno a Didimo Chierico. Stampata in calce al volumetto.»
Il titolo deriva dal greco; significa iper-ascondimento richiamando per antitesi l'Apocalisse

## Contenuti
L'Ipercalisse è stata definita “l'acre invettiva che rappresenta la tardiva rivincita del poeta contro tutti i nemici vecchi e nuovi che gli hanno reso amara la vita”. 
Essa esprime il clima lombardo in cui visse Ugo Foscolo dominato dal peso autoritario napoleonico. È una satira contro la corruzione. Emblematica la frase latina con cui Foscolo/Didimo definisce i cittadini del capoluogo: “Populus mediolani asinus”, ovvero il popolo di Milano è asino. L'opera ha richiesto ben 6 anni di lavoro. 
Didimo è seduto sotto un fico lungo il fiume Arno a Firenze, e si addormenta. L'albero improvvisamente comincia a muoversi ma non c'è vento.
Egli scappa pensando che sia opera di Satana. Un militare con la spada sguainata lo insegue. Sembra voler spaventare tutti compresi gli animali. Solo una signora anziana che Didimo incontra, non è spaventata. Si rifugia nella sua capanna. Vedendola così tranquilla si sente rincuorato. La donna gli offre un cestello di fichi e, dopo avergli fatto mangiare l'ultimo fico, Didimo decide di ascoltare il militare il quale gli raccomanda di lavorare con fatica per guadagnare i frutti e riempire il cestello che la donna gli ha regalato anziché aspettare che i fichi cadano dal cielo. Da questo momento, il ragazzo capisce di dover dare ascolto al militare perché si mostra saggio.
Il militare ha una funzione simbolica. Rappresenta il Foscolo stesso come il poeta spiega nella Clavis, ed è portatore di verità, mentre gli altri intellettuali milanesi cercavano di nascondere la verità. Qui si chiarisce meglio il significato del titolo “iper-ascondimento”. La profezia del militare si focalizza sul simbolismo di alcuni animali attraverso i quali denuncia la malvagità e la cupidigia dei governanti. Napoleone è il primo ad essere attaccato. Si nasconde dietro le sembianze di un avvoltoio. Il viceré del Regno d'Italia invece, Eugenio di Beauharnais, si nasconde dietro le sembianze di un pulcino.
Poi il poeta ci presenta un certo Ieromomo, un monaco corrotto capace di tutto pur di arricchirsi. Tuttavia il monaco cela non un membro del clero ma un traduttore e giornalista, Urbano Lampredi nemico di Ugo Foscolo. Dal Corriere Milanese, Lampredi aveva sferrato un attacco il 15 maggio del 1810 contro il poeta. Nell'Ipercalisse viene narrata anche la morte del Lampredi che nelle vesti di Ieromomo perseguitava le anime degli uomini comuni distruggendo le croci delle tombe. 
Dopo la morte del monaco corrotto compaiono 6 suoi amici che arrivano nel cimitero dove si trova Didimo il quale assiste alla scena dei funerali. Uno dei sei personaggi allude a Vincenzo Monti che secondo il Foscolo, accettava i pagamenti da parte di príncipi che adulava. L'amicizia tra Monti e il poeta degenerò a partire dal 1810. Prima del 1810 Monti faceva da tramite tra gli ambienti milanesi e il Foscolo. 
Uno dei motivi degli screzi tra i due va rintracciato nell'accusa di plagio che Foscolo muove verso un tale Cesare Arici. Avrebbe copiato alcuni versi dei Sepolcri.
Un altro dei 6 uomini è l'incarnazione del pittore Giuseppe Bossi che Foscolo reputava mediocre e troppo critico verso tutti gli altri artisti, incapace di riconoscere il talento di chi ne era dotato. 
Emergono altri contrasti dall'opera anche legati alla lingua, al rispetto o meno del canone lessicale imposto dall'Accademia della Crusca e altri personaggi lombardi nemici di Ugo. 
L'opera si chiude con un'invettiva diretta alla città di Milano sulla scia dell'invettiva di Dante nel VI Canto del Purgatorio. 
I milanesi sono colpevoli di non aver cercato la verità. L'invettiva è diretta anche contro Parigi celata dietro il nome di Babilonia e contro Roma soprannominata la Babilonia perpetua. 
Infine il militare dice al poeta di rivelare che destino avranno gli esponenti delle diverse classi sociali. 
1. Verba novissima.
2. Cum autem pertransisset dimidium primum noctis, et dimidium dimidii secundi, vir militaris adsurgens, statuit me super pedes meos:
3. Ut faceret mihi verba novissima: neque ego quibam cernere eum per opaca noctis; verumtamen accedi in corde meo vocem ejus.
4. Et loquebatur ad me: Cum redieris ad collem cyparissorum, et plantaveris vineam et fructetum ut impleas calathum labore tuo:
5. Revertere in urbem tuam: et vaticinare visionem quam vidisti: neque posces eleemosynam, neque accipies mercedem ab homine ullo: scriptum est: Ignis devorabit tabernacula eorum qui munera libenter accipiunt.
1 Parole ultime.
2 Ed essendo passata la prima metà della notte, e la metà dell'altra metà, l'uomo militare sorgendo, mi fe' stare in piedi;
3. Per dirmi le ultime parole; né io potevo ravvisarlo attraverso il tenebrore della notte; ma stampai nel mio cuore la voce di lui.
4. E mi diceva: Quando sarai tornato al colle de' cipressi, e avrai piantato la vigna e il frutteto affinché empia il canestro con la tua fatica:
5. Ritorna nella città tua, e vaticina la visione che vedesti: né domanderai elemosina, né accetterai mercede da uomo alcuno: è scritto: Il fuoco divorerà le abitazioni di coloro che volonterosi accettano doni.
Dopo aver profetizzato la cacciata dei senatori e dei ricchi da Milano egli profetizza che coloro i quali criticano anche ciò che non conoscono saranno uccisi dalle loro stesse contraddizioni mentre coloro che confidano nella Redenzione del genere umano e nel raggiungimento della felicità senza fare nulla per realizzarla saranno costretti a svegliarsi da ciò che è semplicemente un sogno. La Chiesa sarà piena di personaggi simili a Ieromomo, i quali perseguono la ricchezza con qualunque mezzo.